# Явор (община Любляна)
Вижте пояснителната страница за други значения на Явор.
Явор (на словенски: Javor) е село в Словения, регион Средна Словения, община Любляна. Според Националната статистическа служба на Република Словения през 2015 г. селото има 170 жители.